# Amigos (Santana)
| Recensione              | Giudizio |
| ----------------------- | -------- |
| AllMusic                |          |
| Robert Christgau        | B        |
| Piero Scaruffi          |          |
| Ondarock                |          |
| Dizionario del Pop-Rock |          |
| 24.000 dischi           |          |

Amigos è un album del 1976 dei Santana. L'album contiene il singolo "Let It Shine", ed è stato il primo album del gruppo a entrare nelle classifiche di Billboard. Amigos è arrivato in seconda posizione nei Paesi Bassi, in ottava in Germania Ovest e Nuova Zelanda, in nona in Austria ed in decima nella Billboard 200 vincendo anche quattro disco d'oro. Discutibilmente, Amigos può essere visto come un album più accessibile rispetto ai suoi predecessori.

## Tracce

### LP
Lato A (AL 33576)
1. Dance Sister Dance (Baila mi hermana) – 8:14 (Leon 'Ndugu' Chancler, Tom Coster, David Rubinson)
2. Take Me with You (Strumentale) – 5:24 (musica: Leon 'Ndugu' Chancler, Tom Coster)
3. Let Me – 4:49 (Devadip Carlos Santana, Tom Coster)

Lato B (BL 33576)
1. Gitano – 6:12 (Armando Peraza)
2. Tell Me Are You Tired – 5:39 (Leon 'Ndugu' Chancler, Tom Coster)
3. Europa (Earth's Cry Heaven's Smile) (Strumentale) – 5:04 (musica: Devadip Carlos Santana, Tom Coster)
4. Let It Shine – 5:43 (David Brown, Ray Gardner)

## Formazione
- Devadip Carlos Santana – chitarre, cori, percussioni, congas, jurro
- Tom Coster – pianoforte acustico, pianoforte elettrico Rhodes, organo Hammond, sintetizzatore moog,  Arp pro-soloist, ARP Odyssey, ARP String Ensemble, Hohner clavinet D6, cori
- Leon "Ndugu" Chancler – batteria, timbales, remo roto-toms, percussioni, congas, cori
- Armando Peraza – congas, bongos, cori
- Armando Peraza – voce (brano: "Gitano")
- David Brown – basso
- Greg Walker – voce solista
- Maxine Willard Waters – cori
- Julia Tillman Waters – cori
- Ivory Stone – cori

Note aggiuntive
- David Rubinson (& Friends, Inc.) – produttore
- Devadip Carlos Santana, Tom Coster e Leon "Ndugu" Chancler – produttori associati
- Registrazioni effettaute al "Wally Heider Recording Studios" di San Francisco, California
- Fred Catero e David Rubinson – ingegneri delle registrazioni
- Susie Foot – assistente ingegneri delle registrazioni
- George Horn e Phil Brown – ingegneri mastering
- Tadanori Yokoo – artwork e design copertina album originale[11]

## Classifica
Album
| Anno | Classifica            | Posizione raggiunta |
| ---- | --------------------- | ------------------- |
| 1976 | Billboard 200         | 10                  |
| 1976 | Official Albums Chart | 13                  |
| 1976 | Hit Parade Italia     | 1                   |

Singoli
| Anno | Titolo del brano | Classifica            | Posizione raggiunta |
| ---- | ---------------- | --------------------- | ------------------- |
| 1976 | Let It Shine     | Billboard Hot 100     | 77                  |
| 1976 | Let It Shine     | Hot R&B/Hip-Hop Songs | 78                  |